# Fissidens exiguus
Fissidens exiguus är en bladmossart som beskrevs av Sullivant 1846. Fissidens exiguus ingår i släktet fickmossor, och familjen Fissidentaceae. Inga underarter finns listade i Catalogue of Life.